# Geobiocenologie
Geobiocenologie je věda zabývající se geobiocenózou – tedy jednotou biocenózy (živé přírody) se svým prostředím (ekotopem). Geobiocenologii lze přirovnat ke krajinné ekologii, která se rovněž zabývá ekologickými vztahy na úrovni krajiny a shrnuje poznatky z biologie a geografie (resp. biogeografie). Cílem geobiocenologie je přispívat k tvorbě harmonické kulturní krajiny tím, že postupně vzniká ucelená soustava podkladů pro trvale udržitelné využití krajiny.
Za zakladatele geobiocenologie je považován Alois Zlatník, který poprvé použil termín geobiocenóza a upravil tak původní pojem biogeocenóza převzatý od ruského botanika Vladimíra Nikolajeviče Sukačeva. Ten koncem 30. let 20. století rozpracoval základy této vědní disciplíny a Zlatník navázal na jeho práci a aplikoval ji na podmínky Československa.

## Geobiocenologická typologie krajiny
Geobiocenologická typologie krajiny se snaží o vytvoření modelu přírodního (potenciálního) stavu geobiocenóz v krajině. Je to takový stav, který by nastal v současné krajině při vyloučení vlivu člověka. Typologie je založena na aplikaci teorie typu geobiocénu. Jedná se o hypotézu o jednotě geobiocenózy přírodní a geobiocenóz (až geobiocenoidů) člověkem změněných, vzniklých však na místech původně téhož typu přírodní geobiocenózy. To znamená, že po ukončení působení člověka by zde mohla sukcesí vzniknout společenstva, odpovídající přírodním. Ve středoevropských podmínkách by šlo především o společenstva (geobiocenózy) lesní.
Geobiocenologická typologie se stala podkladem pro péči o krajinu a krajinné plánování (např. územní systém ekologické stability, mapování biotopů, ochrana přírody a krajiny). Tato typologie je také základem metodického postupu biogeografického členění krajiny, který se skládá z řady kroků, vycházejících ze srovnání přírodního a aktuálního stavu geobiocenóz v krajině. 
V této typologii lze vymezit 2 soustavy biogeografického členění, které jsou také využity pro biogeografické členění Česka: 

### Individuální členění
Cílem je vystihnout souvislé, z určitého hlediska relativně homogenní celky, lišící se do různé míry složením bioty. Individuální členění vyzdvihuje jedinečné, neopakovatelné vlastnosti území.

### Typologické členění
Cílem je vymezit typy tj. řady územně nesouvislých segmentů krajiny, které se v krajině opakují, mají podobné ekologické podmínky, kterým odpovídá relativně podobná biota. Typologické členění vyzdvihuje opakovatelnost v krajině.

## Geobiocenologický klasifikační systém
Aloisem Zlatníkem navržený geobiocenologický klasifikační systém vychází z typologického členění krajiny a je tvořen:

### Základní jednotky
- Skupiny typů geobiocénů (STG) – rozdílnost biocenóz v závislosti na výrazně odlišných ekologických podmínkách prostředí (ekotopu)

### Nadstavbové jednotky
- Vegetační stupně – rozdílnost biocenóz v závislosti na výškovém a expozičním klimatu;
- Ekologické řady (trofické a hydrické) – rozdílnost biocenóz v závislosti na obsahu živin v půdách a půdní reakci a na vlhkostním režimu půd.[4]

## Významní geobiocenologové Československa a České republiky
- Alois Zlatník
- Antonín Buček
- Jan Lacina